# Прогрессивная развёртка

Ход луча ЭЛТ в прогрессивной развёртке

Прогресси́вная развёртка (Постро́чная развёртка) — метод телевизионной развёртки, при котором для отображения, передачи или хранения движущихся изображений все строки каждого кадра отображаются последовательно.
Такой способ развёртки отличается от чересстрочной развёртки, используемой в традиционном телевидении, где сначала передаются все нечётные, а затем все чётные строки (часть изображения, состоящую из чётных или нечётных строк, называют полукадрами или полями). Однако, для передачи видеосигнала с прогрессивной разверткой при той же кадровой частоте требуется почти вдвое большая полоса пропускания, чем для передачи такого же видео с чересстрочной разверткой. Это является одним из недостатков такого метода. Именно из-за повышенного требования к каналу передачи построчный метод развёртки долго не находил применения в вещательном телевидении.
Но существуют и значительные преимущества. 
- Отсутствие визуальных искажений, в виде мерцаний на движущихся объектах, часто называемых «гребенкой» или «стробом», обычно связанных с чересстрочной разверткой.
- Нет необходимости применять сглаживание видеоизображения для устранения мерцаний и гребёнки, тем самым вносить искажения.
- Видеоизображение можно масштабировать до большего разрешения быстрее и качественнее, в сравнении с таким же видео с чересстрочной развёрткой.
- Кадр не имеет разбиения на два поля, поэтому может быть сохранен как отдельная фотография.

## Применение в устройствах отображения
Прогрессивная развертка стала широко распространена с появлением персональных компьютеров. Для комфортного чтения мелкого текста с экрана монитора применяемая в традиционном телевидении чересстрочная развертка была малопригодна, так как мерцание строк вызывало быстрое утомление глаз. А в связи с тем, что изображение, формируемое компьютерной видеосистемой, не требовалось передавать на значительные расстояния, стало возможным увеличить полосу пропускания передаваемого видеосигнала и тем самым отказаться от «некомфортной» чересстрочной развертки, широко применяемой в устаревающих телевизионных стандартах.
Первыми устройствами отображения с прогрессивной разверткой были мониторы с электронно-лучевой трубкой. Появление в конце 1990-х годов жидкокристаллических дисплеев имело совершенно иной принцип формирования изображения с применением цифрового видеосигнала. Кадр формируется полностью, а не построчно, как в ЭЛТ-дисплее. Для изменения яркости каждого элемента применяется адресация по строкам и столбцам. Входной видеосигнал обрабатывается микросхемой и масштабируется соответственно разрешению дисплея.
Развитие ЖК-технологий привело к появлению не только мониторов, но и проекторов, телевизоров, фотоаппаратов, телефонов, использующих ЖК-дисплеи с прогрессивной разверткой.
Также появились плазменные панели, светодиодные экраны и дисплеи с органическими светодиодами, в которых из-за особенностей формирования видеосигнала в цифровой форме невозможно использовать чересстрочную развертку без применения деинтерлейсинга.

На иллюстрации показаны развёртки (слева направо): прогрессивная, чересстрочная, чересстрочная со сглаживанием и прогрессивная, полученная устранением чересстрочности методом интерполяции

## Стандарты разложения цифрового телевидения

В стандарте 1080p используется прогрессивная развертка, на что указывает буква «p», вертикальное разрешение составляет 1080 строк

Для обозначения стандартов разложения в цифровом телевидении и видео применяют короткую запись с указанием количества строк в видеосигнале, и режима развёртки. Буквой «p» (англ. progressive scan) обозначается прогрессивная развертка. (Чересстрочная развёртка, в свою очередь, обозначается буквой «i» — англ. interlaced).
Распространённые форматы: 
- 480p
- 576p
- 720p
- 1080p